# FaceApp
FaceApp è un'applicazione mobile per dispositivi iOS e Android sviluppata dalla società cipriota FaceApp Technology Limited, che utilizza un algoritmo e l'intelligenza artificiale per generare automaticamente trasformazioni altamente realistiche dei volti di persone nelle fotografie.

## Descrizione
L'app può trasformare un volto per farlo sorridere, sembrare più giovane, sembrare più vecchio o simulare l'aspetto di una persona come sarebbe se fosse di sesso opposto. FaceApp è stata pubblicata su iOS a gennaio 2017 e su Android a febbraio 2017.

### Critiche
Alcune funzioni dell'app hanno ricevuto varie critiche e accuse di "razzismo" in seguito a un filtro che cambiava il colore della pelle nelle fotografie con persone di colore, per renderle più europee; a seguito di ciò tale funzione è stata rimossa. Il 9 agosto 2017, FaceApp ha ricevuto nuove critiche a causa della presenza di "filtri etnici" che venivano catalogati come "Bianco", "Nero", "Asiatico" e "Indiano". La funzione è stata poi rimossa dall'app.